# Zabré
Zabré ist sowohl eine Gemeinde (französisch commune rurale) als auch ein dasselbe Gebiet umfassendes Departement im westafrikanischen Staat Burkina Faso, in der Region Centre-Est und der Provinz Boulgou. Die Gemeinde hat in 49 Dörfern und sieben Sektoren des Hauptorts 84.728 Einwohner. Außerhalb des Ortes liegt der Flugplatz Zabré.